# Ruta S-40

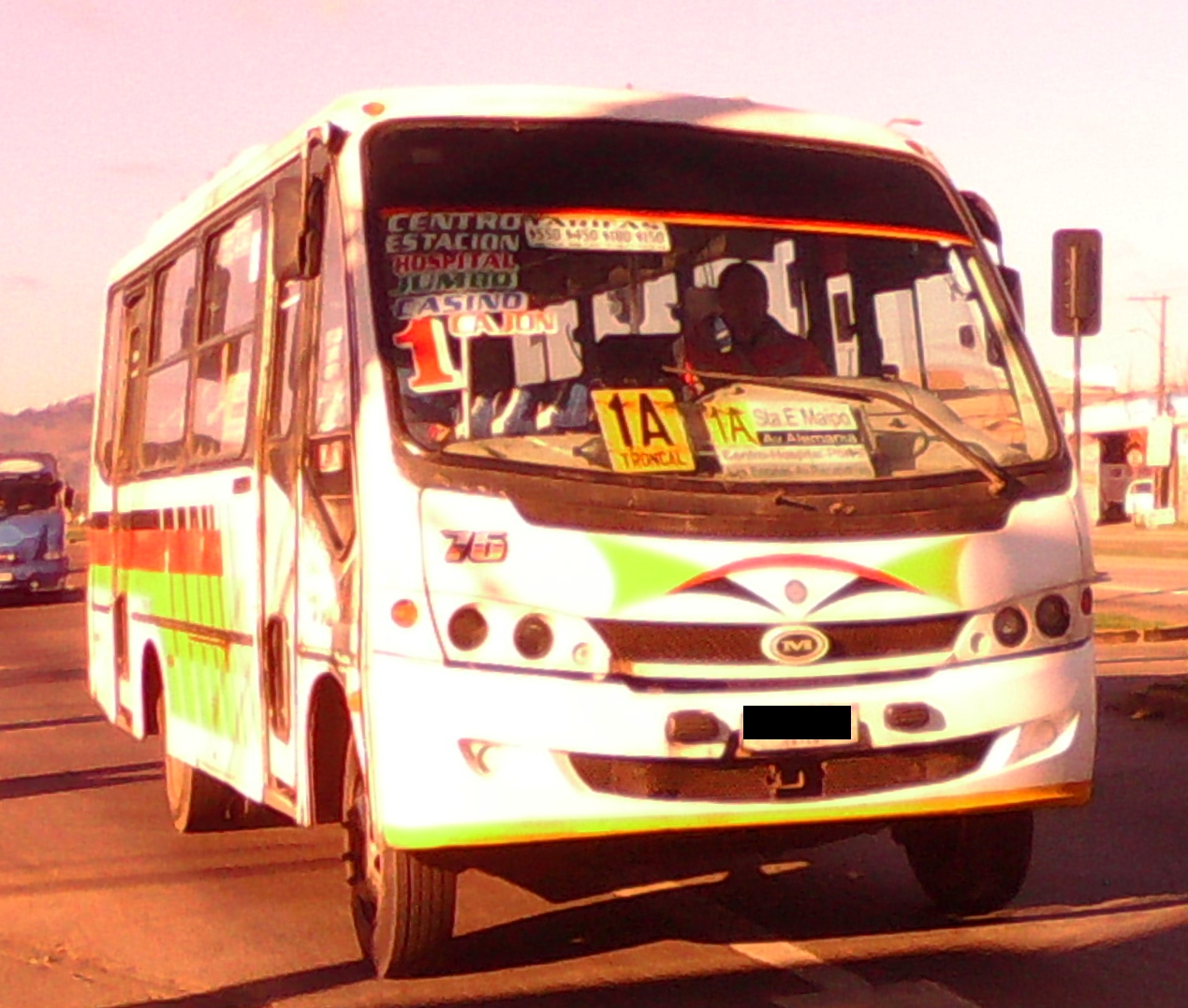
Ómnibus de la línea 1A de Temuco en la Avenida Manuel Recabarren, parte de la Ruta.

La Ruta S-40 es una carretera asfaltada ubicada en la Región de La Araucanía, en Chile, que une la ciudad de Temuco con la comuna de Puerto Saavedra,  ubicadas en la Provincia de Cautín. La ruta se inicia en la avenida Caupolicán de Temuco con el nombre de avenida Manuel Recabarren, y termina en Puerto Saavedra.
Es una carretera de alto tráfico que pasa por las comunas de Nueva Imperial y Carahue. Sus primeros catorce kilómetros se presentan en doble vía debido al incrementado nivel vehicular que existe entre Temuco y la ciudad satélite de Labranza.

## Tramos

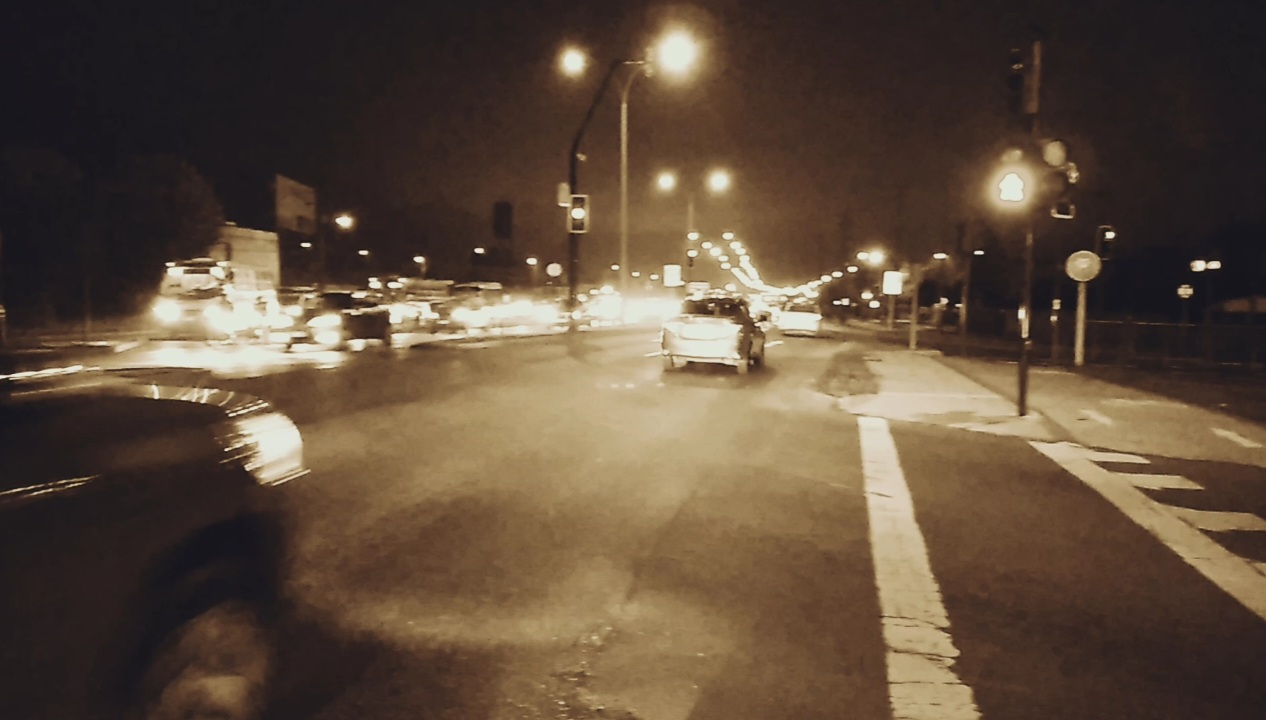
Intersección de las avenidas Manuel Recabarren y Francisco Salazar.

### Avenida Manuel Recabarren
Corresponde a los primeros 5 km de la Ruta S-40, por su paso en la zona urbana de Temuco. Inicia en el paso superior Manuel Recabarren y termina en el sector Altos de Maipo. Tiene un total de ocho pistas, cuatro por sentido, dos destinadas a vías rápidas y dos para calle de servicio o caletera. En esta avenida se emplaza Coca-Cola Embonor, conocida empresa productora y distribuidora de bebidas de fantasía para el sur de Chile.

### Doble vía Labranza
Debido al crecimiento demográfico de Labranza, una urbe ubicada a 12 km de la ciudad de Temuco, en el año 2011 se construye una doble vía de alto tráfico. Posee 7 kilómetros de doble vía, con zonas de aceleración, pasarelas peatonales, tercera pista y retornos. En este tramo se destaca el Parque Empresarial Labranza, conformado por empresas de distribución y logística. Destacan las instalaciones de Empresas Gasco, la planta de tratamiento de aguas servidas del Gran Temuco, constructoras y productoras de áridos.
En tanto el proyecto de doble vía entre Labranza y Nueva imperial se encuentra paralizado debido a la oposición de las comunidades mapuche de la zona ya que dicho proyecto permitiría la instalación de mineras y desarrollo de la industria forestal que conllevaría a la destrucción de áreas naturales, la expropiación de tierras indígenas y desplazamiento de comunidades mediante el uso de la fuerza pública.

### Par vial Labranza
En este tramo, la doble vía se separa en dos ejes viales, para el ingreso y salida desde la ciudad satélite. Posteriormente, vuelven a juntarse, conformando una avenida urbana. Tiene una extensión de 3 km.

### Tramo Labranza-Nueva Imperial
Desde el barrio Santa María de Labranza, la vía se transforma en una calzada bidireccional, hasta llegar a la avenida República de Nueva Imperial, hito donde se inician las rutas Nueva Imperial-Chol Chol y Nueva Imperial-Barros Arana. Destacan los sectores de Rengalil (límite comunal) y Boroa. Tiene una extensión de 15 km.

### Avenida Bernardo O'Higgins de Nueva Imperial
Tramo conformado entre la avenida República y el límite urbano. Corresponde a una tradicional avenida de la comuna. Tiene una extensión de 2 km.

### Tramo Nueva Imperial-Carahue
Corresponden a 22 km de carretera asfaltada.

### Pasada urbana por Carahue
Corresponde al paso de la carretera por la comuna de Carahue. Se inicia en el sector Alto y termina en el puente Eduardo Frei. 

### Tramo Carahue-Puerto Saavedra
Corresponden a 28 km de carretera asfaltada.